# فرانکشتاین (فیلم ۲۰۲۵)
فرانکشتاین (به انگلیسی: Frankenstein) یک فیلم ترسناک علمی تخیلی آمریکایی به نویسندگی و کارگردانی گیرمو دل تورو است که بر اساس رمانی به همین نام اثر مری شلی از سال ۱۸۱۸ ساخته شده است. در این فیلم اسکار آیزاک، جیکوب الوردی، میا گاث، لارس میکلسن، دیوید بردلی، کریستین کانوری، چارلز دنس و کریستف والتس به ایفای نقش پرداخته‌اند. این فیلم در نتفلیکس منتشر خواهد شد.

## فرضیه داستانی
ویکتور فرانکنشتاین در تلاش است تا زندگی را به مردگان بازگرداند و در نتیجه موجودی وحشتناک را خلق می‌کند.

## بازیگران
- اسکار آیزاک در نقش ویکتور فرانکنشتاین
- جیکوب الوردی در نقش هیولای فرانکنشتاین
- میا گاث
- کریستف والتس
- فلیکس کامرر
- لارس میکلسن
- دیوید بردلی
- کریستین کانوری
- چارلز دنس

## تولید

### توسعه
در سال ۲۰۰۷، گیرمو دل تورو گفت که پروژه‌ای که او «عاشق ساختنش است» نسخه ای وفادار از «تراژدی میلتونی» فرانکشتاین خواهد بود، که با استناد به فیلم‌نامه «بسیار عالی» از فرانک دارابونت، به فرانکنشتاین کنت برانا تبدیل شد. در ژانویه ۲۰۰۸، او فاش کرد که در آن زمان در حال طراحی نقشه‌هایی بوده که امیدوار است از آنها به عنوان پایه ای برای دنیای این فیلم استفاده کند، و علاوه بر آن، شروع به یادداشت برداری از فیلمنامه کرده بود اما پس از وقوع اعتصاب ۲۰۰۷–۲۰۰۸ نویسندگان آمریکایی متوقف شد. ماه بعد، دل تورو در مورد چشم‌انداز خود اینطور گفت:
«چیزی که من سعی دارم انجام دهم این است که اسطوره را بگیرم و کاری با آن انجام دهم، اما یعنی ترکیب عناصر فرانکشتاین و عروس فرانکنشتاین بدون اینکه آن را فقط به یک اسطوره کلاسیک هیولا تبدیل کنم. بهترین لحظات در ذهن من از رمان فرانکنشتاین، هنوز فیلمبرداری نشده است [...] بوریس کارلوف عنصر تراژدی را از بین برده، اما نسخه‌های زیادی وجود دارند، از جمله فیلمنامه عالی فرانک دارابونت که در نهایت واقعاً فیلمبرداری نشده است.
بعداً در همان سال، در سپتامبر، این فیلم از طریق قراردادی سه ساله، در کنار مجموعه ای از فیلم‌هایی که دل تورو کارگردانی خواهد کرد از جمله دکتر جکیل و آقای هاید، سلاخ خانه پنج و درود، برای اولین بار در یونیورسال پیکچرز راه اندازی شد. دل تورو از تصاویر فرانکنشتاین اثر برنی رایتسون به عنوان الهام بخش یاد کرد و گفت که این فیلم اقتباسی مستقیم از رمان مری شلی نخواهد بود، بلکه «داستانی ماجرایی است که درگیر این موجود می‌شود.» دل تورو می‌خواست رایتسون نسخه خود را از این موجود طراحی کند.
در سال ۲۰۰۹، دل تورو اظهار داشت که تولید فرانکشتاین احتمالاً برای حداقل چهار سال آغاز نمی‌شود. با وجود این، او قبلاً داگ جونز را برای نقش هیولای فرانکنشتاین انتخاب کرده بود و شروع به تست گریم با این بازیگر کرده بود. جونز بعداً اظهار داشت که این پروژه به دلیل برنامه‌های آینده یونیورسال برای فرانچایز دنیای دارک متوقف شده است. در سال ۲۰۱۳، دل تورو برای انتخاب بندیکت کامبربچ برای نقش هیولا ابراز علاقه کرد. در سال ۲۰۱۴، دل تورو گفت که می‌خواهد نسخه‌های فرانکشتاین و عروس فرانکنشتاین را انجام دهد و دونا لنگلی، رئیس یونیورسال، چندین بار برای اجرای آن به او مراجعه کرده بود، اما او تمایلی به انجام این کار نداشت زیرا این «پروژه رؤیایی» متعلق به اوست. در سال ۲۰۲۰، دل تورو در مصاحبه ای برای تبلیغ فیلم شاخ‌ها اظهار داشت که اگر بودجه لازم را داشته باشد، به دلیل پیچیدگی کتاب و تغییر دیدگاه، اقتباسی از فرانکنشتاین خواهد ساخت که دو تا سه فیلم را شامل می‌شود.
در سال ۲۰۲۳، این پروژه توسط نتفلیکس احیا شد، که دل تورو با این سرویس قراردادی چند ساله برای تولید پروژه امضا کرده بود. پس از برنده شدن پینوکیو در نود و پنجمین جوایز اسکار برای بهترین فیلم پویانمایی، ورایتی فاش کرد که او قرار است با اندرو گارفیلد، اسکار آیزاک و میا گاث در مذاکرات اولیه برای نقش‌های بالقوه نویسندگی و کارگردانی این فیلم را بر عهده بگیرد. در سپتامبر، دل تورو فاش کرد که فیلمبرداری قرار بود در فوریه ۲۰۲۴ آغاز شود و کریستف والتس به بازیگران اضافه شده است. در ژانویه، جیکوب الوردی به دلیل درگیری‌های برنامه‌ریزی که در نتیجه اعتصابات ۲۰۲۳ سگ-افترا ایجاد شده بود، جایگزین گارفیلد برای نقش هیولا شد. فلیکس کامرر، لارس میکلسن، دیوید بردلی، کریستین کانوری و چارلز دنس در نقش‌های نامشخصی به بازیگران پیوستند.

### فیلمبرداری
تصویربرداری اصلی در ۱۲ فوریه ۲۰۲۴ در تورنتو آغاز شد و انتظار می‌رود در ماه ژوئیه به پایان برسد.

## انتشار
فرانکشتاین در نوامبر ۲۰۲۵ در نتفلیکس منتشر می‌شود.